# أب باد بدري (خبر بافت)
أب باد بدري (بالفارسية: آب‌باد پدری) هي قرية تقع في إيران في Khabar Rural District. يقدر عدد سكانها بـ 12 نسمة .